# Vacúolo pulsátil

## Definição

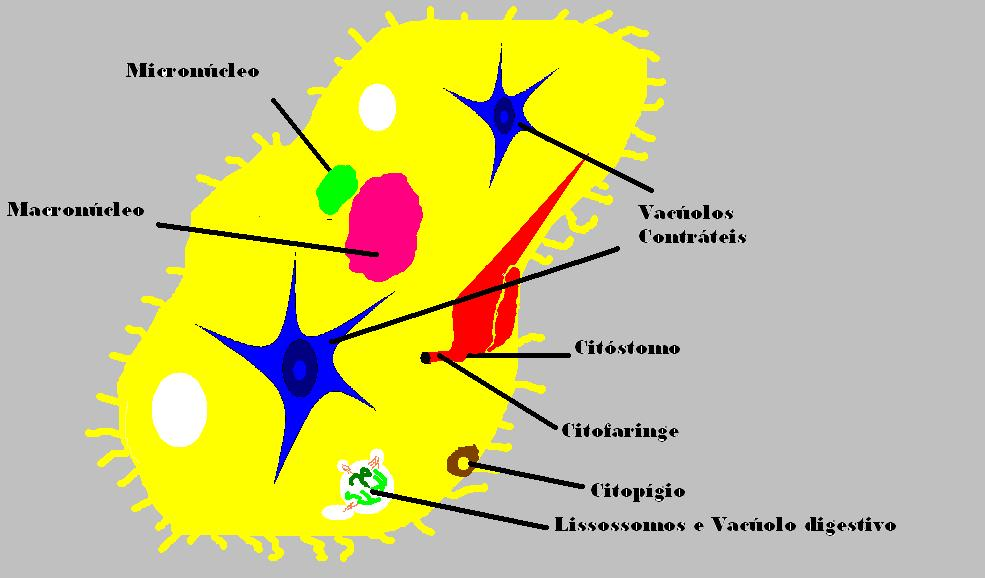
Vacúolo contrátil (em azul)

Vacúolo pulsátil ou contrátil é um organelo ligado a membranas em organismos unicelulares sem uma parede celular, presente em protozoários como paramécias e amebas e também em poríferos.
Este tem uma "especialidade" em relação aos outros vacúolos que é a capacidade de se contrair como o nome (contrátil) indica.
Animais de água salgada quase não necessitam de vacúolos contráteis pois, por ser já concentrada, a água salgada é equiparável à concentração interna do ser vivo. Então esse organelo está mais presente em bactérias que vivem em locais com diferenciações de concentração entre seu corpo e o exterior. Logo em água doce seria necessário a presença desse órgão osmorregulador.

## Função
A função do vacúolo contrátil é regular a concentração de água dentro da célula. O que pode levar à citólise (a ruptura da membrana celular) ou tornar os organitos da célula incapazes de funcionar. Por outras palavras o objetivo do vacúolo contrátil é bombear água para fora da célula através da osmorregulação (a regulação da pressão osmótica). Os vacúolos contráteis também podem auxiliar na locomoção. 

## Fluxo de água no vacúolo contrátil
A maneira como a água entra no vacúolo contrátil tem sido um mistério por muitos anos, mas várias descobertas desde os anos 1990 melhoraram a compreensão desse problema. A água poderia, teoricamente, atravessar a membrana  por osmose, mas apenas se o interior do vacúolo contrátil for hipertónico (maior concentração de soluto) para o citoplasma. A descoberta de bombas de prótons na membrana  e a medição direta das concentrações de íons dentro do vacúolo contrátil usando microeletrodos levaram ao seguinte modelo: o bombeamento de prótons para dentro ou para fora do vacúolo contrátil faz com que íons diferentes entrem no vacúolo contrátil. Por exemplo, algumas bombas de prótons funcionam como trocadores de cátions , em que um próton é bombeado para fora do vacúolo contrátil e um cátion é bombeado ao mesmo tempo para o vacúolo contrátil. Em outros casos, os prótons bombeados para o vacúolo contrátil arrastam ânions com eles ( carbonato), para equilibrar o pH. Esse fluxo de íons no vacúolo contrátil causa um aumento na osmolaridade do vacúolo contrátil e, como resultado, a água entra no vacúolo contrátil por osmose. Foi demonstrado que a água em pelo menos algumas espécies entra no vacúolo contrátil através das aquaporinas. Foi sugerido que os acidocalcissomas atuam ao lado do vacúolo contrátil em resposta á pressão osmótica . Eles foram detectados nas proximidades do vacúolo no Trypanosoma cruzi e mostraram se fundir com o vacúolo quando as células foram expostas á pressão osmótica. Presumivelmente, os acidocalcissomas esvaziam seu conteúdo iônico no vacúolo contrátil, aumentando assim a osmolaridade do vacúolo.